# SAVIEM SM Europe
Le SAggVIEM SM Europe est une gamme de camions de moyen/lourd tonnage fabriquée à Blainville-sur-Orne par SAVIEM de 1977 à 1980 et a porté le badge Renault Véhicules Industriels - R.V.I. en 1980.
Les modèles de la gamme "SM Europe" ont remplacé les précédents véhicules de la gamme haute Saviem JM dont la conception remontait au SOMUA JL 19 de 1955.

## Histoire

### Contexte historique
Le 23 décembre 1955, les petits constructeurs de poids lourds Latil et SOMUA fusionnent avec la division poids lourds de Renault pour fonder Saviem LRS devenu SAVIEM peu après. La marque Renault poids lourds va disparaître au profit de SAVIEM jusqu'en 1980, année où, le nom Renault réapparaît. En effet, après le veto du gouvernement français de laisser Michelin vendre au groupe italien Fiat ses filiales Citroën et Berliet, tous deux au bord de la faillite, en 1974, l'État français oblige Renault-SAVIEM à absorber son concurrent et ennemi de toujours, Berliet, ce qui va donner naissance à R.V.I. en octobre 1978, et finance, en 1975, la reprise de Citroën par Peugeot, ce qui va donner naissance à PSA.
La fusion Latil-Renault-Somua avait surtout un intérêt économique qui permettait de mutualiser les compétences mais surtout d'abaisser les coûts des produits et faire de SAVIEM un constructeur de taille suffisante pour affronter la concurrence des grands constructeurs européens (Mercedes-Benz et Fiat V.I.) à l'époque où le Traité de Rome allait ouvrir (un peu !) les frontières des pays du Marché Commun.
Mais SAVIEM, comme les autres constructeurs français, a toujours le même gros problème, aucun motoriste français ne dispose de moteurs de plus de 150 ch (SAE) pour équiper les gros véhicules comme les tracteurs routiers Maxi-codes alors que les constructeurs étrangers ont déjà largement dépassé les 200 ch DIN, soit 225 ch SAE ! L'esprit supérieur français avait interdit jusqu'alors d'avoir officiellement recours à des achats directs de moteurs étrangers, ont préférait produire en catimini des moteurs sous licence comme, en fait, les diesel montés sur les camions lourds Latil, Somua et Berliet.
En 1961, SAVIEM prend contact avec Henschel pour la fourniture de moteurs capables de soutenir la comparaison avec la concurrence étrangère. Henschel est lui-même dans une passe difficile et est racheté par Mercedes-Benz en 1963. Les moteurs Henschel n'équiperont que pendant deux ans le JL 19... SAVIEM recherche alors d'urgence un nouveau partenaire (fournisseur) et trouve l'allemand MAN - Machinenfabrik-Augsburg-Nürnberg, un constructeur de poids-lourds quasiment inconnu en France, mais surtout un motoriste qui pourrait trouver un bon débouché avec SAVIEM.
Un premier contrat est signé qui stipule que MAN fournira des moteurs pour la gamme JL, rebaptisée pour l'occasion "JM", avec un "M" comme MAN, ce qui permettra au constructeur français de disposer d'un modèle avec une puissance adaptée aux exigences des transporteurs. Le nouveau JM.240 allait enfin permettre aux routiers français de décrocher des missions sur les longues distances à l'étranger.
Après une première période d'acclimatation entre les bureaux d'études, les rapports entre les deux constructeurs vont s'élargir. Conscient que la cabine du JM remonte à 1955, puisque c'est, en fait, celle de l'ancien SOMUA JL 19, SAVIEM doit renouveler sa gamme et créer une nouvelle série de camions vraiment modernes, avec cabine avancée basculante.
Jusqu'en 1966, SAVIEM possédait une large gamme de camions de petit et moyen tonnage, les Super Galion et Goélettes, alors que MAN n'avait que des modèles Maxi-code. Une mixité des gammes pourrait être bénéfique pour les deux constructeurs.
MAN est informé du projet de nouvelle cabine SAVIEM et leurs techniciens auront leur mot à dire dans sa réalisation puisqu'ils vont devoir la motoriser. Ils échafaudent alors un accord "gagnant-gagnant" pour les deux parties. Un accord d'étroite collaboration est signé qui va courir sur la période de 1967 à 1982, date de la fin de SAVIEM et du retour de Renault avec R.V.I. et le diktat du gouvernement français.
L'accord stipule :
- les deux constructeurs s'engagent à ne pas s'implanter dans le pays du partenaire durant cette période, ailleurs, par contre, tout est permis,
- SAVIEM fournira la gamme des petits camions qui seront simplement rebadgés "MAN" sur le marché allemand ainsi que les nouvelles cabines "Europe", étudiées en commun mais fabriquées en France,
- MAN livrera tous les moteurs de la gamme "SM Europe" mais aussi la gamme de camions de chantier "SMH", avec cabine à capot, afin que SAVIEM puisse (enfin) concurrencer Berliet sur le marché français, sans avoir à en subir les investissements. Le logo MAN sera simplement remplacé par celui de SAVIEM sur la grille de radiateur.

## SAVIEM SM Europe
De cet accord sur le nouveau camion lourd baptisé SM Europe, c'est MAN qui en aura la primeur avec son modèle F7, présenté en automne 1967 lors du Salon de Francfort, alors que le SAVIEM ne fera son apparition qu'au printemps 1968. 
SAVIEM présente son nouveau modèle SM Europe où l'on retrouve le "S" de SAVIEM et le "M" de MAN, suivi d'Europe, le nom de la nouvelle cabine type 860, moderne, qui permet une très large vision sur 240°. La cabine va beaucoup plaire aux routiers. Si MAN a orienté sa gamme sur les porteurs et trains routiers, SAVIEM va surtout favoriser la version tracteur de semi-remorque (35 tonnes), très prisée en France mais boudée à l'étranger où l'on préfère la solution porteur plus remorque (32 tonnes en Allemagne et 44 tonnes en Italie).
La seule différence entre les cabines est la présence de deux grilles de chaque côté de la calandre sur la version allemande. 
L'accueil réservé à cette nouvelle gamme est excellent, qui change radicalement par rapport à la cabine vieillotte du JM, mais c'est une fois à bord que les grimaces commencent. Ce n'est pas le niveau d'équipement ni la qualité de finition, ni le confort avec une isolation phonique particulièrement bien traitée avec 35 kg de matériaux isolants mais c'est la position incongrue du levier de vitesses qui pose un énorme problème. Il est placé au volant, comme sur une voiture type Peugeot 404 ou Renault 16...!!! Cette "nouveauté" est commune aux cabines SAVIEM et MAN. Tous les routiers s'en plaindront, d'autant qu'au fil du temps, le système prend du jeu et rend les changements de vitesses pour le moins "flous". 

## La gamme SAVIEM SM Europe
En France, tous les camions SAVIEM SM Europe sont livrés dans une seule teinte "Bleu Saviem", à charge aux transporteurs de les faire repeindre dans la teinte de leur choix ! Cette gamme ne sera quasiment pas exportée, sinon à quelques rares unités.
- SM.10 : moteur 6 cylindres en ligne MAN 0846 HMN84 7,26 litres (165 ch SAE), boite SAVIEM 330 à 6 rapports. Généralement livré en configuration porteur de 19 tonnes.

- SM.12 et SM.170 : même moteur MAN que sur le SM.10, 165 ch SAE puis 180, en porteur ou tracteur jusqu'à 32 tonnes pour le SM.12 et 35 tonnes pour le SM.170 (38t sur 5 essieux à partir de 1974), puissance un peu juste pour la charge maximale...

- SM.200 : moteur 6 cylindres MAN de 210 ch SAE et boite SAVIEM 10 vitesses.

- SM.240 : fer de lance de la gamme avec un moteur 6 cylindres MAN de 10,69 litres (235 ch SAE / 202 ch DIN), même boite que le SM.200.

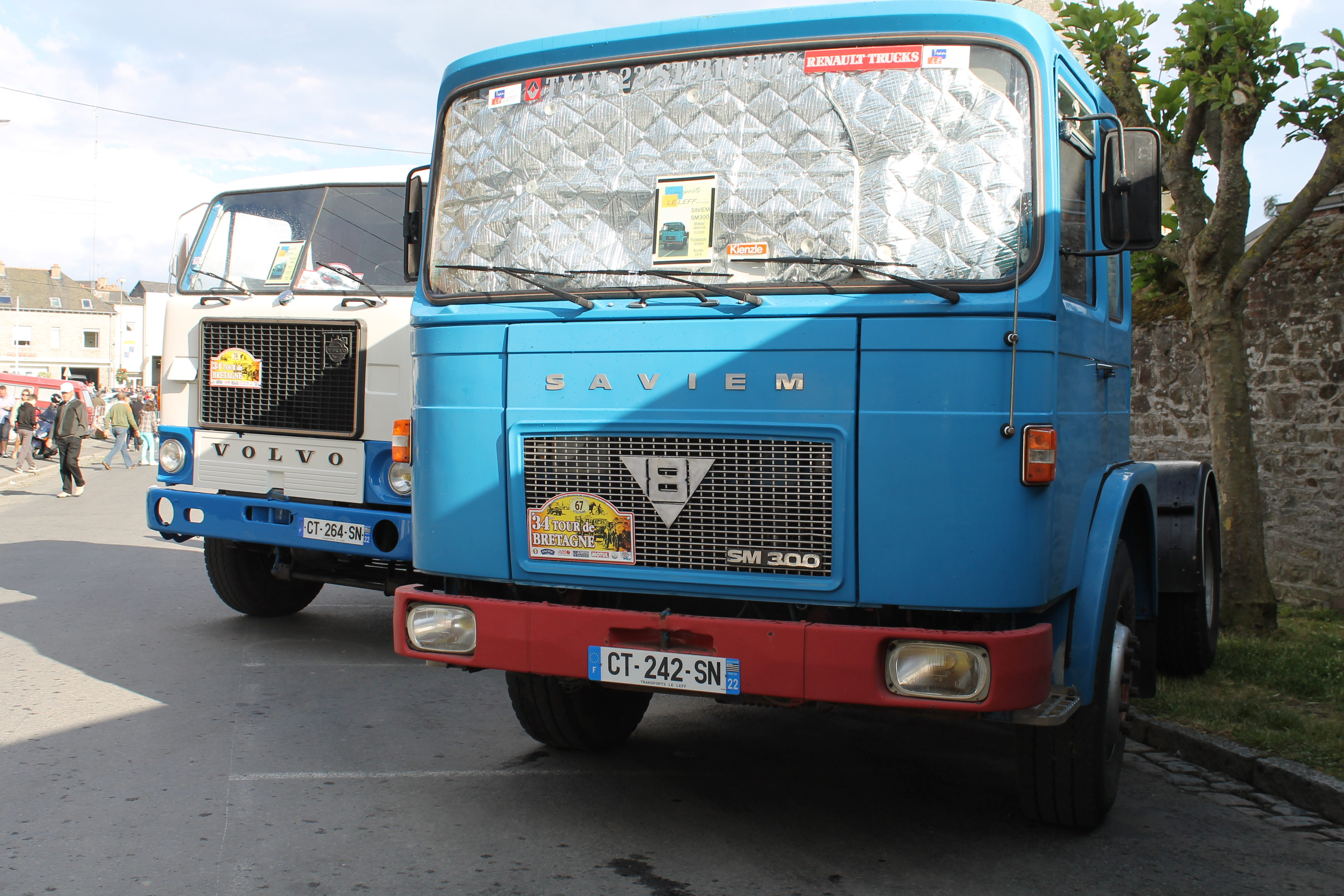
Saviem SM 300 V8

- SM.260 : lancé en 1971, est un peu différent. Rapidement mis au point lorsque le constructeur admet  que la puissance du moteur du SM.240 est franchement insuffisante face à la concurrence. Les grands constructeurs étrangers comme Mercedes-Benz, Fiat V.I. mais aussi Scania et Volvo sont désormais très bien implantés en France et grappillent toujours plus de parts de marché. Mis sur le marché "un peu vite" ce sera le modèle le moins fiable de la gamme... Le moteur est identique à celui du SM.280, la seule différence étant la pompe d'injection qui lui permet de développer 300 ch SAE avec une boite ZF à 12 rapports.

- SM.280 : version haut de gamme, moteur MAN V8 14,98 litres (275 ch SAE à 2.100 tr/min).

- SM.300 : lancé en 1970, arborant le logo "V8" au centre de la calandre. Comme le SM.240, existe en configuration 6x4 avec blocage du différentiel pour les transports lourds et sur routes difficiles. Moteur V8 MAN 2658 M42 et boîte de vitesses SAVIEM 10 rapports.

## La fin de la gamme SM
La crise pétrolière de 1973 prend de nombreux constructeurs au dépourvu et notamment SAVIEM. Les moteurs MAN sont réputés pour leurs qualités mais ils ont un gros défaut, leur consommation excessive. En ces temps de crise avec le prix des carburants qui a fortement augmenté, les transporteurs s'orientent vers des modèles aux moteurs puissants mais sobres. Pour cela, la solution est connue, ajouter un turbocompresseur. SAVIEM présente alors le SM.280TU équipé du moteur MAN 6 cylindres en ligne du SM.240 doté d"un turbo. La boite de vitesses est une ZF identique à celle du SM.260. La puissance du moteur est passée de 235 à 285 ch SAE (250 ch DIN) mais avec une consommation inférieure à celle du SM.260. Le SM.300 va rester au catalogue sans se vendre. Le SM.340 va le remplacer en Maxi-code en 1975, équipé du moteur MAN V8 de 15,45 litres et 335 ch SAE.

## Le SAVIEM PS.30
En novembre 1977 SAVIEM décide de relancer sa gamme haute et présente le PS.30 ("Performances Saviem 300 ch"). La cabine est "restylée" à la mode de l'époque avec une large calandre en plastique noir arborant les grosses lettres SAVIEM et un losange démesuré. C'est surtout l'intérieur de la cabine qui évolue avec une refonte totale. Le levier de vitesses au volant, tellement critiqué, est désormais placé au plancher, comme sur tous les camions.
SAVIEM a, par ailleurs, remplacé les autres modèles de la gamme "SM Europe" par la série "H" ne laissant au PS.30 que le segment Maxi-code, équipé du même moteur turbo qui équipait le SM.280TU simplement actualisé. La fusion de SAVIEM avec Berliet était déjà en cours et le PS.30 devait s'intercaler difficilement entre les Berliet TR280 & TR305.
Le PS.30 aura une durée très éphémère, de novembre 1977 à avril 1980, au moment où les marques SAVIEM et Berliet allaient disparaître au profit de RVI - Renault Véhicules Industriels. Le gouvernement français ayant imposé le rapprochement entre les deux constructeurs pour empêcher Michelin de vendre Citroën et Berliet au groupe Fiat, dans ces conditions, il n'était pas question de conserver longtemps un véhicule équipé d'un moteur allemand. L'ex Berliet GR/TR 305 rebadgé "Renault R.310" va devenir le camion français standard durant la première moitié des années 1980. 
MAN va continuer à fabriquer et vendre des camions avec la cabine Europe 860 pendant des années d'autant que la fusion SAVIEM-Berliet l'avait rendu libre de tout engagement contractuel. MAN fera son entrée officielle en France, sous son propre nom, en 1983. Les routiers resteront fidèles aux modèles utilisant la cabine type 860 qui sera rajeunie et utilisée pour la nouvelle gamme MAN F8 jusqu'en 1986. De son côté, R.V.I. poursuivra encore quelque temps la gamme chantier à capot SMH.

## Les MAN F7 & F8
Le modèle F8, successeur et dérivé du F7, avait une cabine courte ou une cabine profonde avec couchette. Le design intérieur, l'ergonomie et le confort des nouvelles cabines étaient supérieurs à ceux du modèle précédent. Le F8 a été le premier modèle où MAN a utilisé une nouvelle dénomination : le premier nombre indique le poids total du camion en tonnes, le nombre figurant après le point, la puissance du moteur en ch DIN. À la fin des années 1970, MAN a abandonné la production de moteurs en V, se concentrant sur la production de moteurs 5 & 6 cylindres en ligne. La plus aboutie fut la troisième génération de moteurs 5 et 6 cylindres D25 avec turbocompresseur (9 511 et 11 413 cm3). 
Le modèle 19.280 équipé du moteur diesel 6 cylindres D.2566T de 280 ch DIN, présenté au salon de l'automobile de Francfort à l'automne 1977, a été reconnu comme le plus économique de l'année. Pour la première fois de son histoire, le MAN 19.280 a reçu le prix "Camion de l'année" 1978. 